# Ranunculus allegheniensis
Ranunculus allegheniensis är en ranunkelväxtart som beskrevs av Britton.. Ranunculus allegheniensis ingår i släktet ranunkler, och familjen ranunkelväxter. Inga underarter finns listade i Catalogue of Life.